# Collegio Nazionale Costache Negruzzi

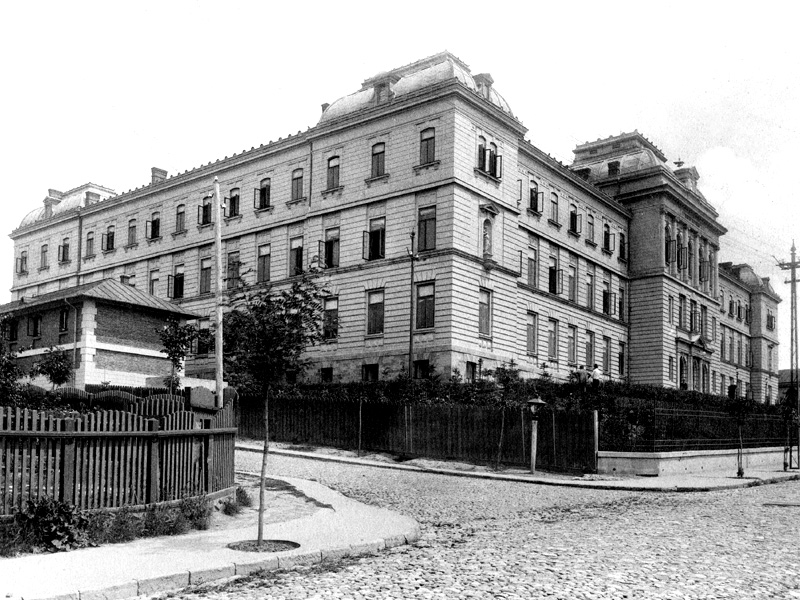
Il Liceo di Iași in una foto d'epoca

Il Collegio Nazionale Costache Negruzzi (in rumeno: Colegiul „Costache Negruzzi” din Iași) di Iași è una delle più prestigiose scuole superiori della Romania. Fondato nel 1895 come liceo di Iași, fu intitolato allo scrittore e politico Costache Negruzzi.

## Storia
Il Collegio nazionale Costache Negruzzi ha aperto le sue porte il 3 ottobre 1895, seguendo il modello del collegio scolastico inglese, incentrato su un vasto gruppo di bambini (di diversi status sociali e culturali e religioni) dal Vecchio regno di Romania e dalla Transilvania.